# Jean-Jacques Marcel
Jean-Jacques Marcel (Brignoles, 1931. június 13. – Marseille, 2014. október 3.) francia válogatott labdarúgó.